# São Paulo Catarina Aeroporto Executivo
O São Paulo Catarina Aeroporto Executivo Internacional (Código ICAO: SBJH), é um aeroporto para a aviação geral servindo a Região Metropolitana de São Paulo no Brasil.
É operado pela JHSF Participações.

## Descrição
O aeroporto é dedicado à aviação geral. Começou suas operações em 16 de dezembro de 2019.
Em 24 de junho de 2021, foi homologado para operações internacionais.
Foi projetado especificamente para a Aviação Executiva, visando atender a maior parte das aeronaves executivas existentes em voos internacionais de longo curso, podendo receber aeronaves executivas de grande porte. Possui controle de tráfego aéreo próprio e operação por instrumentos já homologada, além de contar com um terminal dedicado à Aviação Executiva, dotado da completa infraestrutura necessária para este tipo de operação.

## Operadores
Não há operadores de voos regulares neste aeroporto.

## Acesso
O aeroporto está localizado no km 62 da Rodovia Castelo Branco a 27km do centro de São Roque e 74km do centro de São Paulo.